# Saint-Antoine-du-Rocher
Saint-Antoine-du-Rocher ist eine französische Gemeinde mit 1786 Einwohnern (Stand: 1. Januar 2022) im Département Indre-et-Loire in der Region Centre-Val de Loire; sie gehört zum Arrondissement Chinon und zum Kanton Château-Renault. Die Einwohner werden Rocantoniens und Rocantoniennes genannt.
Die Gemeinde erhielt 2022 die Auszeichnung „Drei Blumen“, die vom Conseil national des villes et villages fleuris (CNVVF) im Rahmen des jährlichen Wettbewerbs der blumengeschmückten Städte und Dörfer verliehen wird.

## Geographie
Die Gemeinde Saint-Antoine-du-Rocher liegt etwa zwölf Kilometer nordnordwestlich von Tours. Umgeben wird Saint-Antoine-du-Rocher von den Nachbargemeinden Rouziers-de-Touraine im Norden, Cerelles im Osten, Chanceaux-sur-Choisille im Südosten, Mettray im Süden, Charentilly im Südwesten und Westen sowie Semblançay im Westen.

## Verkehr
Saint-Antoine-du-Rocher liegt an der Bahnstrecke Tours–Le Mans und wird im Regionalverkehr mit TER-Zügen bedient. Durch die Gemeinde führt die Autoroute A28.

## Bevölkerungsentwicklung
| Jahr                       | 1962 | 1968 | 1975 | 1982 | 1990 | 1999 | 2009 | 2021 |
| Einwohner                  | 719  | 660  | 679  | 818  | 924  | 1096 | 1485 | 1770 |
| Quellen: Cassini und INSEE |      |      |      |      |      |      |      |      |

## Sehenswürdigkeiten
- Dolmen de la Grotte aux Fées im Weiler Moulin de Rechausse, seit 1914 als Monument historique klassifiziert
- Kirche Saint-Antoine aus dem 11. Jahrhundert, umgestaltet im 15. und im 16. Jahrhundert
- Kapelle Saint-Antoine
- Schloss Le Plessis aus dem frühen 18. Jahrhundert
- Schloss Ardrée

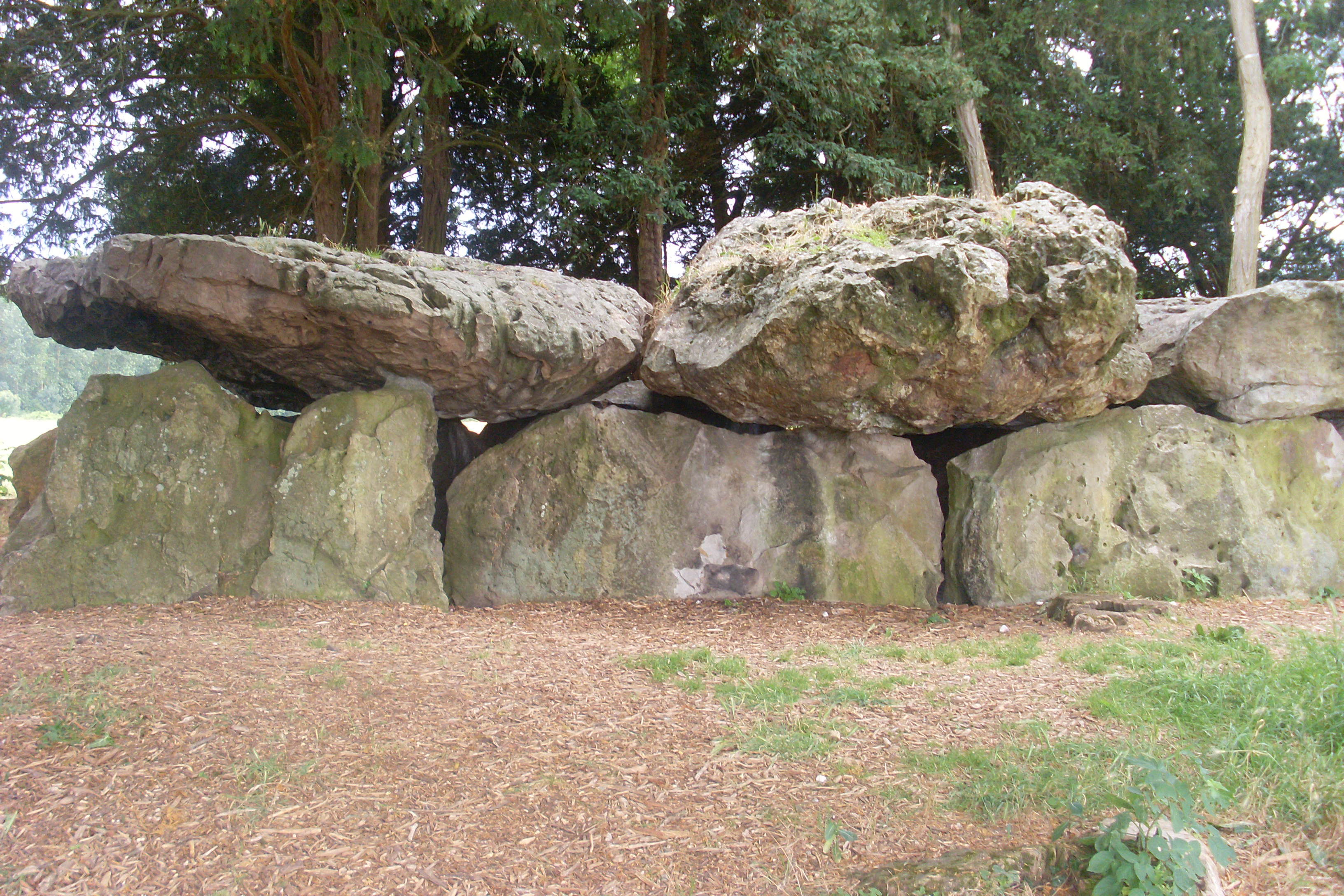
Dolmen de la Grotte aux Fées
Dolmen de la Grotte aux Fées
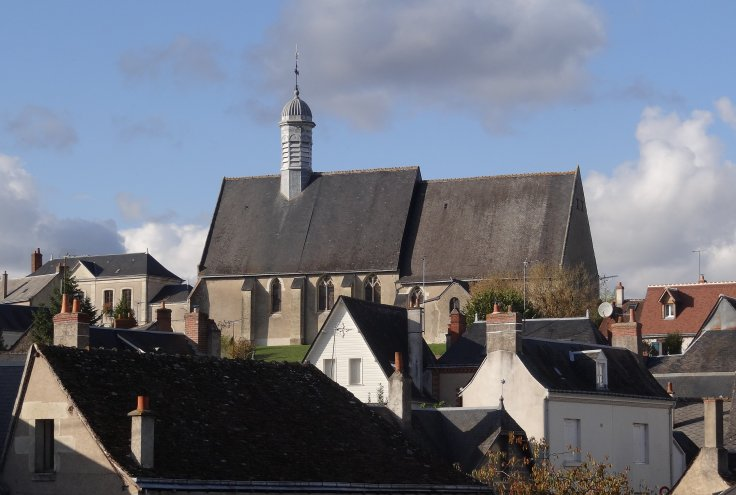
Kirche Saint-Antoine
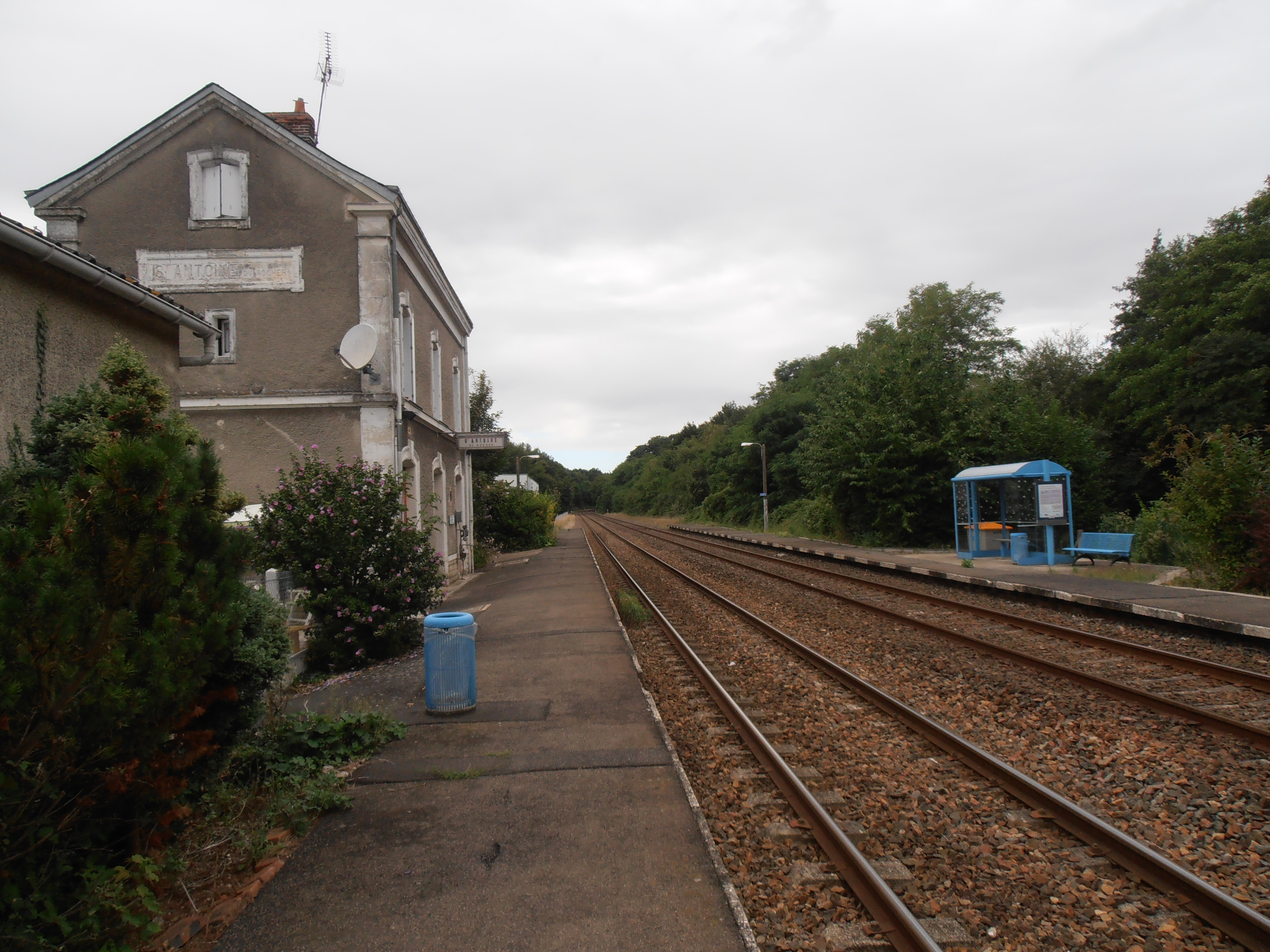
Bahnhof

## Persönlichkeiten

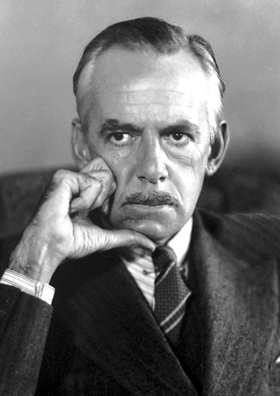
Eugene O’Neill 1936

- Jean-Pierre Barillet-Deschamps (1824–1873), französischer Landschaftsarchitekt und Gärtner, geboren in Saint-Antoine-du-Rocher
- Eugene O’Neill (1888–1953), US-amerikanischer Dramatiker, Literaturnobelpreisträger 1936 und vierfacher Pulitzer-Preisträger, lebte ab 1929 bis etwa 1937 im Schloss Le Plessis